# Turchizzazione
Turchizzazione (Turco: Türkleşme quando è volontaria; Türkleştirme quando è forzata) è un processo di assimilazione culturale nel quale qualcuno che non è etnicamente Turco lo diventa, volontariamente o involontariamente. 
Questo è accaduto per le popolazioni anatoliche, balcaniche, caucasiche, vicino-orientali  e mediorientali di differenti origini etniche, compresi gli Albanesi, le popolazioni arabe, gli Armeni, i Greci, i Valacchi, gli Ebrei, i Rom, e varie popolazioni slave (come i Croati, Serbi, Bosgnacchi, Bulgari e Pomacchi), Iranici (Curdi, Zaza), e anche Georgiani Laz, da tutte le regioni dell'Impero ottomano e dell'Iran. 
Secoli prima, dal VI secolo d.C., tale processo coinvolse le genti iraniche dell'Asia centrale, portando alla scomparsa di diverse lingue tra cui il sogdiano e il corasmio sostituiti dalla turcica lingua uzbeka, la lingua scita sostituita dalla lingua kazaka e le lingue saka del Bacino del Tarim sostituite dalla lingua uigura. La turchizzazione delle genti iraniche dell'asia centrale coincise in parte con la loro islamizzazione, processo che comunque era già stato avviato dagli arabi e proseguito dalle varie dinastie iraniche durante il X secolo (noto come "intermezzo iranico") a detrimento di mazdeismo e buddhismo, quest'ultimo diffuso principalmente in afghanistan settentrionale e tajikistan meridionale (Battriana). Mentre nel V sec. d.C. l'intera asia centrale era abitata da genti iraniche, ad oggi il solo tajikistan è di lingua iranica mentre tutti gli altri paesi sono di una lingua turcica. Le principali formazioni statali responsabili della turchizzazione in asia centrale furono i karakhanidi, turchi di ceppo Qarluq, in asia centrale occidentale (sogdiana e battriana) e in parte dell'asia centrale orientale (parte occidentale del bacino del Tarim), e il Khanato Chagatai, che portò a termine l'islamizzazione del suddetto bacino. Lo stesso Impero mongolo di Genghis Khan ebbe una grande influenza sulla turchizzazione in quanto durante l'invasione mongola della Corasmia buona parte degli abitanti iranici dell'asia centrale furono massacrati o fuggirono verso il medio oriente, lasciando campo libero all'insediamento delle genti che seguivano il Khan, principalmente turciche (lo stesso esercito di Genghis Khan era secondo diverse fonti composto per il 60% da turchi, popolo strettamente affine ai mongoli, anche linguisticamente).
Molto meno successo ebbe la turchizzazione dall'Hindu Kush in giù, regioni in cui le popolazioni turciche ad oggi sono del tutto assenti. Infatti tali regioni, montagnose e per lo più aride, sono abitate da iranici pashtun e hanno resistito in maniera impeccabile a diversi potentati turchi quale la Dinastia ghaznavide. Altrettanto inefficienti furono i tentativi di turchizzazione nel subcontinente indiano, il quale pur essendo stato per secoli dominato da potentati turchici (Sultanato di Delhi per la gran parte delle dinastie che si avvicendarono sul suo trono e impero Moghul) non ha mai subito turchizzazione di alcun genere. L'islamizzazione invece ha avuto maggiore successo, ma non come in Anatolia. 
Una seconda forma di turchizzazione è avvenuta al tempo dell'Impero selgiuchide fra le popolazioni indigene dell'Anatolia, che coinvolse conversione religiosa, assimilazione culturale e linguistica e commistione genetica. Tali popolazioni, discendenti genetiche degli antichi Ittiti, Luvi, Lidi, Frigi, Galati e degli altri popoli anatolici, erano di cultura Greca ellenistica e di religione cristiana ortodossa e dopo secoli di dominio greco e poi greco-romano in Anatolia erano ormai totalmente ellenizzati.
L'Anatolia venne turchizzata lentamente dai Turchi selgiuchidi prima e poi dai Turchi ottomani, a causa della forte, oltre millenaria e ben radicata presenza dei Bizantini nella regione.
Una prima fase di allontanamento dei Bizantini si ebbe dopo la battaglia di Manzicerta, fino alla completa caduta dell'Impero romano d'Oriente, dopo la presa di Costantinopoli nel 1453.